# Koji Gushiken
Koji Gushiken, em japonês: 具志堅 幸司 Gushiken Koji, (Osaka, 12 de novembro de 1956) é um ex-ginasta japonês que competiu em provas de ginástica artística.
Koji é detendor de 24 medalhas em competições nacionais e seis em Copas do Mundo. Em Campeonatos Mundiais, são oito medalhas,- sendo duas de ouro. Em sua única particição olímpica, nos Jogos Olímpicos de Los Angeles, em 1984, Estados Unidos, o ginasta conquistou quatro medalhas, sendo dois ouros.

## Carreira
Iniciando sua carreira sênior internacional em 1976, aos vinte anos de idade, o ginasta obteve resultados expressivos. Disputando o Campeonato Nacional Japonês, conquistou a medalha de prata no cavalo com alças, e a sexta colocação no individual geral. Em 1978, competindo na Copa Chunichi, foi medalhista de ouro no individual geral. No Campeonato Nacional, foi ouro no cavalo com alças e nas argolas, e bronze no individual geral.
No ano posterior, Koji foi bicampeão geral da Copa Chunichi. No Nacional Japonês, foi medalhista de prata no cavalo, e bronze nas argolas. No Pré-Olímpico, foi prata na barra fixa e nas paralelas, e bronze nas argolas. Como último evento do ano, deu-se o Campeonato Mundial de Ft. Worth, evento que classificaria os ginastas para as Olimpíadas. Nele, conquistou a medalha de prata por equipes, atrás da equipe soviética; e bronze na prova do cavalo com alças, superado pelo americano Kurt Thomas, e o húngaro Zoltan Magyar, prata e ouro, respectivamente. Em 1980, Gushiken não conseguiu fazer parte da equipe que disputou os Jogos Olímpicos de Moscou, devido a lesões e falta de treinamentos. Competindo novamente na Copa Chunichi, conquistou o tricampeonato no concurso geral. Na edição seguinte do evento, Gushiken fora cinco vezes medalhista. No Campeonato Nacional Japonês, foi medalhista de ouro no geral, nas argolas e na final das barras paralelas. Como último evento do ano, deu-se o Mundial de Moscou, sendo novamente prata por equipes. Individualmente, conquistou a medalha de ouro nas barras paralelas, e o bronze no solo e no concurso geral.
Em 1982, nos Jogos Asiáticos de Nova Déli, o ginasta foi medalhista de prata por equipes e no salto,- ambas provas superado pelo ginasta chinês Yun Lou; na prova das paralelas assimétricas, fora medalhista de ouro. Na Copa Chunichi, foi ouro no prova geral, argolas, barras paralelas e salto, sendo o maior medalhista de evento. No Campeonato Nacional Japonês, foi ouro no geral, argolas e barras, e prata na prova do salto sobre a mesa. No ano posterior, em sua sexta participação na Chunichi, conquistou a medalha de ouro no geral, nas barras paralelas e na barra fixa, e a medalha de prata no cavalo com alças. Nacionalmente, foi ouro nas argolas, e prata no cavalo e no salto. O último evento do ano, foi realizada na capital húngara. Nele, foi ouro nas argolas, prata no individual geral, e bronze por equipes.
Devido a lesões, o ginasta teve um desempenho fraco na Copa Chunichi de 1984, com duas medalhas de prata e duas medalhas de bronze. No Gander Memorial, conquistou a medalha de ouro em todos os eventos, totalizando sete. No Campeonato Nacional, foi quatro medalhas de ouro e uma de prata. Em meados de julho, o ginasta disputou os Jogos Olímpicos de Los Angeles, Estados Unidos. Neles, o ginasta foi bronze nas provas coletivas, superado pela equipe chinesa e americana, prata e ouro, respectivamente. Nos demais aparatos, o ginasta foi ouro no individual geral e argolas, e prata no salto, em um empate quádruplo, formado por Kushiken, o americano Mitchell Gaylord, o compatriota Shinji Morisue e o chinês Li Ning; o ouro foi para o também chinês Lou Yun. Após os Jogos, disputou o Campeonato Nacional Japonês, conquistando o ouro nas argolas e nas paralelas, e a medalha de bronze no cavalo com alças. Lesionado, o ginasta só pode voltar a treinar a apenas três meses antes do início do Mundial de Montreal, em 1985. Competindo nas barras paralelas, conquistou a medalha de bronze.
Após a realização do evento, o ginasta anunciou oficialmente sua aposentadoria do desporto, desistindo de competir em mais uma edição da Copa Chunichi, competição esta que o consagrou como atleta.

## Principais resultados
| Ano  | Evento                                    | AA                | Equipe            | Solo              | Cavalo com alças  | Argolas           | Salto sobre o cavalo | Barras paralelas  | Barra fixa        |
| ---- | ----------------------------------------- | ----------------- | ----------------- | ----------------- | ----------------- | ----------------- | -------------------- | ----------------- | ----------------- |
| 1976 | Calgary International                     | Medalha de ouro   |                   | Medalha de ouro   | Medalha de prata  | Medalha de ouro   | Medalha de bronze    | Medalha de ouro   | Medalha de prata  |
| 1976 | Campeonato Nacional Japonês               | 6º                |                   |                   | Medalha de prata  |                   |                      |                   |                   |
| 1978 | Copa Chunichi                             | Medalha de ouro   |                   |                   |                   |                   |                      |                   |                   |
| 1978 | Campeonato Nacional Japonês               | Medalha de bronze |                   |                   | Medalha de ouro   | Medalha de ouro   |                      |                   |                   |
| 1979 | Copa Chunichi                             | Medalha de ouro   |                   |                   |                   |                   |                      |                   |                   |
| 1979 | Campeonato Nacional Japonês               | 6º                |                   |                   | Medalha de prata  | Medalha de bronze |                      |                   |                   |
| 1979 | Pré-Olímpico                              | 4º                |                   |                   | 5º                | Medalha de bronze | 4º                   | Medalha de prata  | Medalha de prata  |
| 1979 | Campeonato Mundial de Ginástica Artística | 7º                | Medalha de prata  |                   | Medalha de bronze | 4º                |                      | 4º                |                   |
| 1980 | Copa Chunichi                             | Medalha de ouro   |                   |                   |                   |                   |                      |                   |                   |
| 1981 | Copa Chunichi                             | Medalha de ouro   |                   |                   | Medalha de ouro   | Medalha de prata  | Medalha de prata     | 4º                | Medalha de ouro   |
| 1981 | Campeonato Nacional Japonês               | Medalha de ouro   |                   |                   |                   | Medalha de ouro   |                      | Medalha de ouro   |                   |
| 1981 | Campeonato Mundial de Ginástica Artística | Medalha de bronze | Medalha de prata  | Medalha de bronze | 7º                |                   |                      | Medalha de ouro   | 6º                |
| 1982 | Jogos Asiáticos                           | 4º                | Medalha de prata  |                   |                   |                   | Medalha de prata     | Medalha de ouro   |                   |
| 1982 | Copa Chunichi                             | Medalha de ouro   |                   |                   |                   | Medalha de ouro   | Medalha de ouro      | Medalha de ouro   |                   |
| 1982 | Campeonato Nacional Japonês               | Medalha de ouro   |                   |                   |                   | Medalha de ouro   | Medalha de prata     | Medalha de ouro   |                   |
| 1983 | Copa Chunichi                             | Medalha de ouro   |                   |                   | Medalha de prata  |                   |                      | Medalha de ouro   | Medalha de ouro   |
| 1983 | Campeonato Mundial de Ginástica Artística | Medalha de prata  | Medalha de bronze |                   |                   | Medalha de ouro   |                      |                   |                   |
| 1984 | Copa Chunichi                             | 5º                |                   | Medalha de prata  | Medalha de prata  |                   | Medalha de bronze    |                   | Medalha de bronze |
| 1984 | Gander Memorial                           | Medalha de ouro   |                   | Medalha de ouro   | Medalha de ouro   | Medalha de ouro   | Medalha de ouro      | Medalha de ouro   | Medalha de ouro   |
| 1984 | Jogos Olímpicos                           | Medalha de ouro   | Medalha de bronze | 8º                |                   | Medalha de ouro   | Medalha de prata     | 5º                |                   |
| 1985 | Campeonato Nacional Japonês               |                   |                   |                   | Medalha de bronze | Medalha de ouro   |                      | Medalha de ouro   |                   |
| 1985 | Campeonato Mundial de Ginástica Artística | 13º               | 4º                |                   | 8º                |                   |                      | Medalha de bronze |                   |